# عائشة شان
عائشة شان (بالكردية ئایشە شان ,Eyşe Şan). مغنية كردية ولدت في مدينة ديار بكر في جنوب تركيا سنة 1938م و توفيت سنة 1996.

## مسيرتها الفنية
كان والدها مغنيًا كرديًا تقليديًا. بدأت عائشة الغناء في المناسبات المحلية عام 1958. وبعد زواج فاشل، انتقلت إلى غازي عنتاب، حيث بدأت في تسجيل الأغاني التركية لمحطة الإذاعة المحلية. انتقلت إلى اسطنبول عام 1960 وسجلت أول ألبوم لها باللغة الكردية. وبسبب الضغط على الفنانين الذين يؤدون باللغة الكردية، هاجرت إلى ألمانيا عام 1976. أثناء وجودها في ألمانيا، توفيت ابنتها شهناز البالغة من العمر 18 شهرًا، فكتبت أغنية "قديري" تخليدًا لذكرى ابنتها.

## وفاتها
في عام 1979، زارت كردستان العراق حيث التقت بالعديد من الموسيقيين والمطربين الأكراد مثل محمد عارف جيزيري وتحسين طه. منذ الثمانينيات فصاعدًا، استقرت في إزمير وعملت في مكتب بريد محلي حتى وفاتها عام 1996 بسبب السرطان. على الرغم من رغبتها في أن تُدفن في ديار بكر، إلا أن عائلة شان لم تتمكن من تحمل تكاليف ذلك.